# Station Wasserbillig
Station Wasserbillig (Luxemburgs: Gare Waasserbëlleg) is een spoorwegstation in de plaats Wasserbillig in de gemeente Mertert in het oosten van Groothertogdom Luxemburg.
Het station wordt beheerd door de Luxemburgse vervoerder CFL en ligt aan lijn 3. Tot 1963 liep vanuit hier ook 1a naar Ettelbruck.

## Treindienst
| Serie        | Treinsoort             | Route                                                                                     | Bijzonderheden                        |
| ------------ | ---------------------- | ----------------------------------------------------------------------------------------- | ------------------------------------- |
| RE 4850      | Regional-Express (CFL) | Luxemburg – Wasserbillig                                                                  | Op werkdagen, één trein per dag.      |
| RE 5100RE 11 | Regional-Express (CFL) | Luxemburg – Wasserbillig – Igel – Trier Hbf – Wittlich Hbf – Cochem (Mosel) – Koblenz Hbf |                                       |
| RB 4800      | Regionalbahn (CFL)     | Luxemburg – Wasserbillig                                                                  |                                       |
| RB 5150      | Regionalbahn (CFL)     | Luxemburg – Wasserbillig – Trier Hbf                                                      | Op werkdagen, enkele treinen per dag. |

CFL Lijn 3:
Luxemburg · Cents-Hamm · Sandweiler-Contern · Oetrange · Munsbach · Roodt · Betzdorf · Wecker · Manternach · Mertert · Wasserbillig
Zie ook: CFL Lijn 1 · CFL Lijn 2 · CFL Lijn 4 · CFL Lijn 5 · CFL Lijn 6 · CFL Lijn 6a · CFL Lijn 6b · CFL Lijn 6c · CFL Lijn 7